# SDエンターテイメント
SDエンターテイメント株式会社（エスディーエンターテイメント、英: SD ENTERTAINMENT Co., Ltd.）は、SDフィットネスなどのウェルネス事業や、複合カフェの運営を行っている会社である。
須貝興行（すがいこうぎょう）→スガイ・エンタテインメントを経て2005年（平成17年）にゲオの傘下となり、2009年（平成21年） ゲオディノスに改称したが、2014年（平成26年）にゲオグループを離脱し健康コーポレーション（RIZAPグループ）の傘下となり、同年7月1日から現社名に改称した。

## 概要
元々映画興行が主な会社経営の主軸であったが、第一次ボウリングブームによりボウリング場を主軸に新規オープンを重ねる。しかしブームの終焉と共に幾つかの店舗を閉鎖、それに変わる業種としてカラオケ・ビリヤードを展開、折りしもこの2つの業種にもブームが訪れ店舗形態の重要な要素として一角を担う。
2005年（平成17年）にはレンタルビデオ大手の株式会社ゲオのTOBによりゲオグループ入りし、2009年（平成21年）10月1日には、同じゲオグループのゲオフロンティアからネットカフェ事業とゲーム事業を、ゲオフィットネスからフィットネス事業をそれぞれ譲り受けていた。
フジサンケイグループ系列で通信販売を手がけるディノス（DINOS CORPORATION）とは無関係である。

### エンターテイメント事業からの撤退・ディノス札幌中央ビルの売却

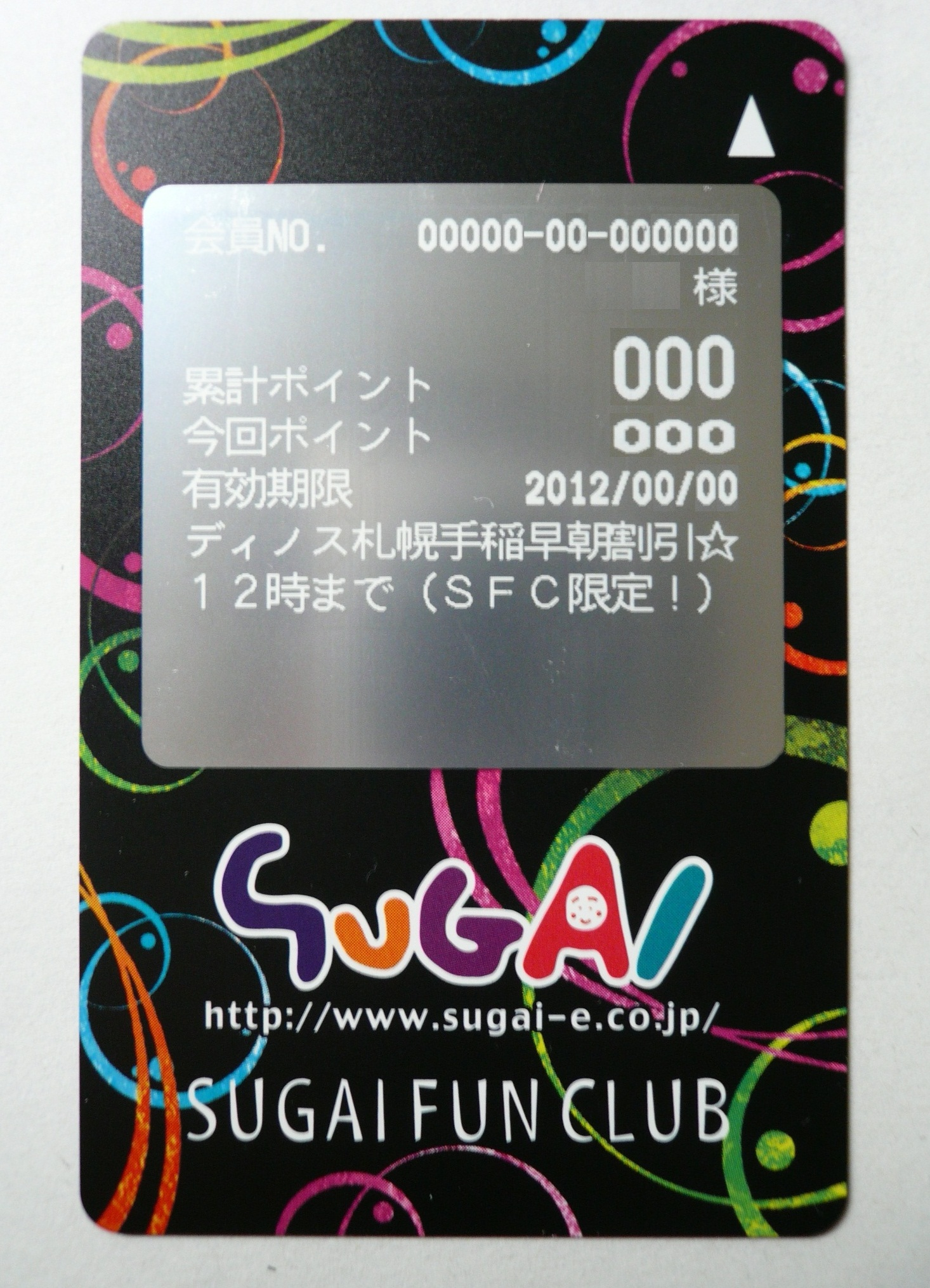
SFCカード（廃止、ゲオディノスポイントカードに移行）

SDエンターテイメントは、ゲーム部門にも初期から力を入れており前述したように時代のニーズにあった施設を展開した結果、全国でも稀な複合アミューズメント施設を運営していた。また、ポイントカードについては、当初は磁気式の「SFCカード（スガイファンクラブカード）」が発行されていたが、2012年春からはバーコード式のポイントカード「ゲオディノスポイントカード」が発行されていた。またゲオディノス時代はゲオ独自のポイントサービス「Ponta」の利用も可能だった。RIZAPグループ傘下入り後は、SDバリューカードへリニューアルされていた。
かつては北海道日本ハムファイターズのオフィシャルスポンサーとなっていた。札幌ドームでファイターズが試合をする時は毎試合CMが流れていた他、ホームラン賞などの賞品を提供していた。また、経営していたゲームセンターではクレーンゲームの中にキティのぬいぐるみのファイターズバージョンを景品として入れるなどユニークな試みが話題を呼んでいた。
しかし、SDエンターテイメントが手がけているエンターテイメント事業（ゲームセンター事業・ボウリング場事業・シネマ事業）が近年不振であったこと、2018年（平成30年）9月6日に発生した北海道胆振東部地震の影響で5300万円の特別損失を計上したこと、親会社であるRIZAPグループの2019年3月期の連結業績予想が約70億円の最終赤字予想であることから、SDエンターテイメントは同年11月13日に、同年12月19日付で、ゲームセンター事業・ボウリング場事業・シネマ事業を、同日に設立する株式会社スガイディノスへ会社分割で譲渡することを発表。
SDエンターテイメントが手がけていたディノスパーク（ゲームセンター）全15店舗・ディノスボウル（ボウリング場）全9店舗・ディノスシネマズ（映画館）全4館は同日付でスガイディノスへ譲渡された他、スガイディノス全株式も翌12月20日付で投資会社である北海道SOキャピタル株式会社が出資したスガイディノスホールディングス株式会社へ譲渡された。同時にSDエンターテイメントは、創業100年目にして須貝興行時代から手がけてきたゲームセンター事業・ボウリング場事業・シネマ事業から撤退した。但し、ディノスカフェやオンラインクレーンゲーム事業（「ぽちくれ」「とれたね」）に関しては引き続きSDエンターテイメントが運営する。RIZAPグループの瀬戸健社長は、「当初見込んでいたシナジー効果が想定通り発揮されなかった」「買収前の見通しが甘かった」とコメントしている。SDエンターテイメントは、SDフィットネスなどのウェルネス（健康）関連事業やネットカフェ事業に経営資源を集中させる他、資本関係が無くなったスガイディノスの間でも所有不動産の賃貸などで関係を維持する。
集大成ともいえる札幌市中央区にあるディノス札幌中央ビル（後述）は地下2階・地上8階建てにスガイディノスが運営するゲームセンター、ボウリング場、映画館などといったアミューズメント施設が入居するビルとして知られていたが、そのディノス札幌中央ビルも、同年12月26日に老朽化を理由に、同じRIZAPグループである株式会社タツミプランニングへ譲渡された。SDエンターテイメント本社も、2019年にディノス札幌中央ビルからディノス札幌白石内へ移転した。ディノス札幌中央ビルに入居しているテナントは、タツミプランニングと新たに賃貸契約を結ぶ形となる。
RIZAPグループは2019年（平成31年）4月24日にグループの再編を発表。SDエンターテイメントは、RIZAPインベストメントを中核とした「経営再建が必要な企業グループ」に組み入れられた。再編によっては、業種が近いグループ企業との合併や事業整理もあるという。

## 沿革
1910年（明治43年）、札幌市中央区南2条西9丁目にて小林定太郎が寄席「西遊舘」（さいゆうかん）を設立したのが始まり。第一次世界大戦が始まった1914年（大正3年）、現在の南3条西1丁目に移転し「小林舘」（こばやしかん）として再開業するが、1918年（大正7年）、須貝富蔵に経営委託し、芝居小屋「札幌座」（さっぽろざ）となった。第二次世界大戦終戦から1年後の1946年（昭和21年）、札幌座は映画館「札幌劇場」として再開し、1954年の現法人設立へとつながる。
- 1954年（昭和29年）5月 - 札幌市中央区南3条西1丁目8番地に須貝富安が須貝興行株式会社を設立（創業）。資本金100万円。
- 1955年（昭和30年）7月 - 室蘭市に洋画上映館室蘭映劇を開館。近代的な洋画上映館の道内展開を着手。
- 1964年（昭和39年）
  - 2月 - 旭川市に旭川ボーリングセンター株式会社を設立。
  - 10月 - 「旭川須貝ボーリングセンター」をオープン。ボウリング場経営に着手。
- 1966年（昭和41年）12月 - 室蘭映劇を解体し、映画・ボウリング・ビリヤード・サウナの複合レジャービル、室蘭須貝アミューズ会館を開館。
- 1967年（昭和42年）
  - 7月 - 山形県米沢市に、ボウリングセンター開設し、東北地方に進出（昭和49年１月撤退）。
  - 8月 - 旭川ボーリングセンター株式会社を吸収合併。
- 1968年（昭和43年）
  - 6月 - 旭川市に大型複合レジャービル旭川須貝ビルを開設。
  - 10月10日 - 札幌劇場を解体し、映画・ボウリング・ビリヤード・卓球・サウナ・飲食店等の大型複合レジャービル札幌須貝ビルを開設。
- 1971年（昭和46年）
  - 3月 - 釧路市に複合レジャービル釧路スガイを開設。
  - 6月 - 旭川市に大型複合レジャービル旭川須貝ビルを開設。
- 1973年（昭和48年）9月 - 石油ショックによる景気後退、急激なボウリング人気衰退のため、開業間もない須貝ボウルアポロンを皮切りに、ボウリング場の閉鎖を開始。
- 1974年（昭和49年）5月 - 札幌須貝ビル内ボウリング場を映画館に転換。以後ボウリング場の映画館転換を展開。
- 1978年（昭和53年）12月 - 札幌須貝ビル内テナントを、ゲームセンターに転換。ゲーム場経営に着手。
- 1981年（昭和56年）10月 - 札幌市白石区に白石スガイボウルを、ゲーム場を併設して開設。ボウリング場の展開を再開。
- 1982年（昭和57年）12月 - 札幌市東区にスガイボウルアポロンを、ゲーム場を併設して開設。コンピュータ・ボウリングシステムを道内で初めて導入。
- 1986年（昭和61年）11月 - 札幌市須貝ビル内にビリヤード場を、ポケットビリヤードを増設してリニューアルオープン。以後ビリヤード場を各地に展開。
- 1989年（平成元年）6月 - 札幌須貝・旭川須貝ビル内にビリヤード場を縮小してカラオケスタジオを開設。以後カラオケスタジオを各地に展開。
- 1991年（平成3年）12月 - マルタケ産業㈱・旭川須貝ビルディング㈱・㈱小樽花園映画劇場・㈱旭川劇場の4社を吸収合併。札幌須貝ビルのゲーム場・ボウリング場フロアを拡大して、リニューアルオープン。以降各地でゲーム場フロアの増設を展開。
- 1993年（平成5年）7月17日 - 札幌市白石区に大型アミューズメントビル、スガイディノス（現：ディノス札幌白石）をオープン。
- 1994年（平成6年）9月 - 北邦サービス㈱の全株式を取得し、同社を子会社とした後、7年1月に同社を吸収合併。
- 1994年（平成6年）12月 - スガイディノス内に通信カラオケ設備と充実した飲食設備をもつスガイディノスカラオケ（25室）をオープン。既存のカラオケ施設へも通信カラオケ設備と飲食設備を順次導入。
- 1995年（平成7年）8月 - 札幌須貝ビル内の映画館8館を解体または改装し、道内初の本格的シネマコンプレックス（複合映画館）7館とゲーム場をオープン。
- 1996年（平成8年）
  - 4月 - CIを導入し、商号を須貝興行株式会社から株式会社スガイ・エンタテインメントに変更、また同年9月には株式を日本証券業協会へ店頭銘柄として登録。
  - 4月 - 当社初のショッピングセンターとの大型複合アミューズメント施設スガイテイネを札幌市手稲区にオープン。
  - 9月 - 日本証券業協会に株式を店頭登録。
  - 12月 - 札幌須貝ビル内のボウリング場に「コズミックボウリング」を道内で初めて導入。
- 1997年（平成9年）
  - 3月 - スガイディノス内にミニシネマコンプレックス3スクリーンをオープン。
  - 7月 - 札幌市西区にスガイテイネと同タイプの複合アミューズメント施設スガイコトニを「あいすの家」を併設してオープン。
- 1998年（平成10年）
  - 4月 - 帯広市に大型複合アミューズメントビル、スガイディノス帯広をオープン。
  - 5月 - スガイ24内にマンガ喫茶をオープン。
- 1999年（平成11年）11月 - 室蘭グランドに隣接してシネマコンプレックス室蘭劇場（4スクリーン）をオープン。
- 2000年（平成12年）
  - 5月 - レンタル・リサイクル事業に進出するべく、株式会社ゲオと資本・業務提携（FC契約）を締結。
  - 7月 - GEOショップをスガイディノス・スガイコンパル施設内にオープン。
- 2001年（平成13年）
  - 8月26日 - 釧路スガイを閉鎖。
- 2003年（平成15年）5月 - 旭川市にシネマコンプレックス・ボウリング場・ゲーム場を中心とする大型複合アミューズメント施設スガイディノス旭川をオープン。
- 2004年（平成16年）12月 - 日本証券業協会への店頭登録を取消し、ジャスダックに株式を上場。
- 2005年（平成17年） - スガイ24ビル1階ゲームコーナーの営業終了。
  - 4月28日 - 苫小牧市イオン苫小牧ショッピングセンター内にシネマコンプレックス・ボウリング場・ゲーム場を中心とする大型複合アミューズメント施設スガイディノス苫小牧をオープン。
  - 9月 - 株式会社ゲオのTOBにより、ゲオの子会社化。
  - 9月25日 - スガイボウルコンパル閉鎖[注 1]。
- 2006年（平成18年） - スガイ24ビル2階漫画喫茶の営業終了。
  - 1月15日 - スガイボウルアポロンを閉鎖[注 2]。
  - 5月3日 - 札幌市中央区の複合ビル「ノルベサ」内に、大型複合アミューズメント施設ディノス・ノルベサをオープン。
- 2007年（平成19年） - 「アミューズメントパーク新琴似」を閉店。北見市西三輪に「アミューズメントパーク北見」オープン。
- 2008年（平成20年）5月 - 旭川スガイビルでの営業終了[注 3]。
- 2009年（平成21年）
  - 3月31日 -  スガイコトニ閉店。
  - 7月1日 - 「株式会社ゲオディノス」に商号を変更。ゲオ常務取締役の清水松生が社長に就任。
  - 10月1日 - 株式会社ゲオフロンティアからネットカフェ事業およびゲーム事業を、株式会社ゲオフィットネスからフィットネス事業を譲受。
  - 11月11日 - 札幌市北区のパボッツ麻生2階フロアのスポルト札幌からディノスボウル札幌麻生としてオープン。
- 2010年（平成22年）
  - 3月1日 - ポイントサービスPontaの利用開始。
  - 4月1日 - 本社のあるスガイビルを「ディノス札幌中央」に改称した他、各施設からスガイの名称が一時的に消える。
  - 12月12日 - ディノス札幌手稲内のディノスカラオケ札幌手稲の営業を終了。カラオケ事業から完全撤退（店舗内のカラオケサービス自体はカラオケ本舗まねきねこのカラオケボックスとして継続）。
- 2011年（平成23年）
  - 4月29日 - 札幌市北区新川の温泉施設「じょいくるーず」内にゲオパークじょいくるーずをオープン。
  - 5月8日 - ディノスシネマズ札幌白石の営業を終了。
- 2012年（平成24年）
  - 6月26日 - 清水松生が社長を退任し取締役会長に就任。新社長に取締役営業副本部長だった光安浩二が就任。
  - 6月・7月 - ディノスシネマズ全スクリーンがフィルム上映からデジタル上映に移行。それに伴い同年7月13日付でディノス札幌中央7階のディノスシネマズ札幌劇場スクリーン4を閉鎖。8階のスクリーン6がスクリーン4に変更される。
  - 11月30日 - ゲオパークじょいくるーず閉店。
- 2014年（平成26年）
  - 1月 - 親会社が株式会社ゲオホールディングスから健康コーポレーション株式会社へ異動[14]。同年2月24日、ITグループ株式会社の代表を務める河野正に社長交代[15][16]。
  - 2月28日 - ディノス札幌中央地下2階のディノスビリヤード札幌中央の営業を終了。同年4月30日、跡地にパーソナルトレーニングジム「RIZAP」（ライザップ）が入居する[17]。
  - 6月29日 - ゲオパーク釧路町店閉店。
  - 7月1日 - 「SDエンターテイメント株式会社」に商号を変更。社名の「SD」は“スガイ”の「S」と“ディノス”の「D」を略したものであり、これによりブランド名でスガイの名称が復活したこととなった。
  - 10月 - ゲオフィットネスを「SDフィットネス」にブランド名変更。

- 2015年（平成27年）

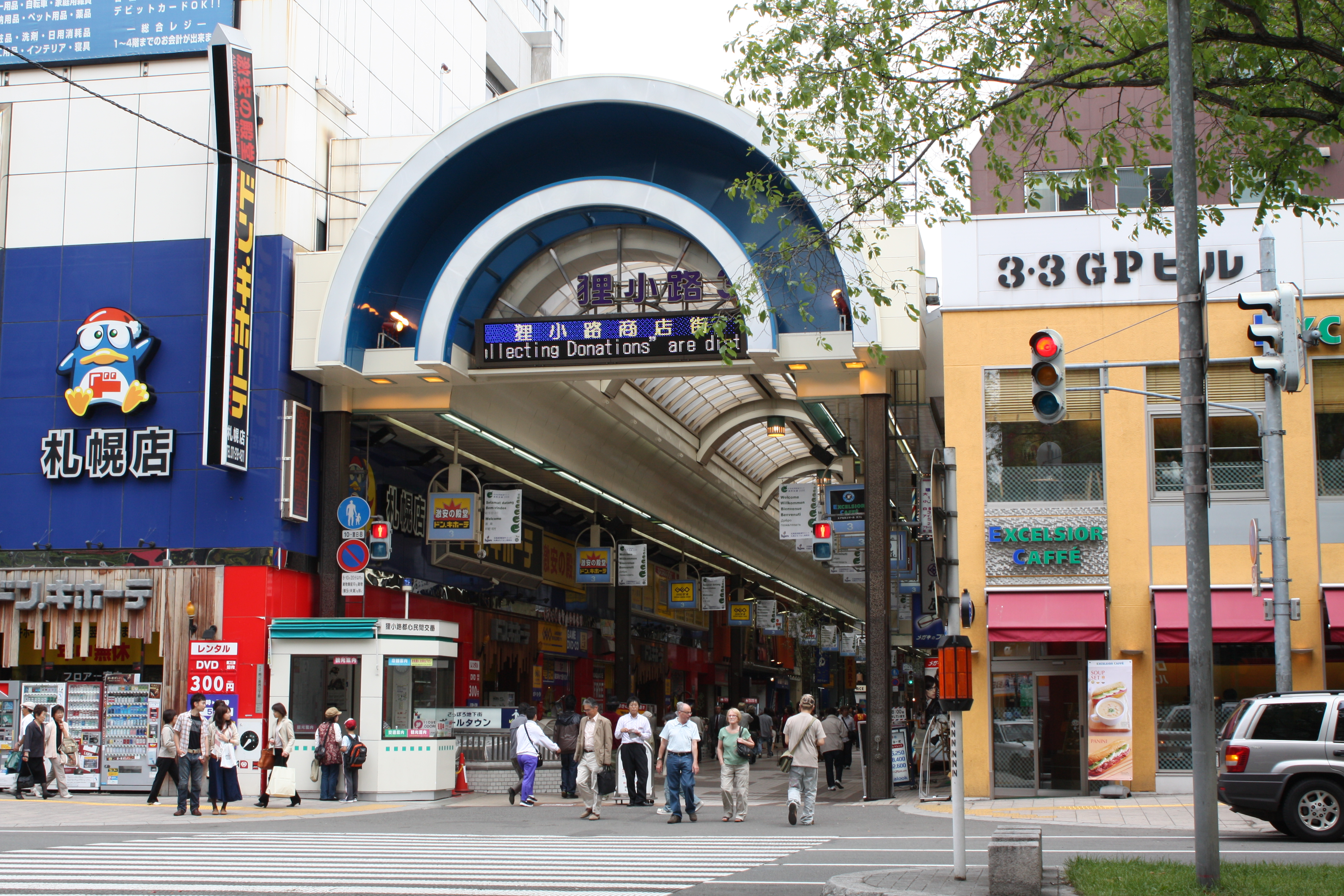
かつてディノスカフェ札幌狸小路店があったサンデパートビル
（左側のビル）

  - 5月 - エムシーツー株式会社の株式を取得し、連結子会社化。
  - 7月 - 株式会社フォーユーの株式を取得し、連結子会社化。
- 2016年（平成28年）
  - 9月25日 - ディノス札幌中央6階のディノスダーツ80'sの営業を終了[18]。
  - 10月25日 - 代表取締役社長が河野正から吉住実に交代。
  - 12月23日 - 閉鎖していたディノスシネマズ札幌劇場の旧スクリーン4がスクリーン6（41席）となって再オープン[19][20]。
- 2017年（平成29年）
  - 5月31日 - ディノス札幌白石1階のディノスパーク札幌白石の営業を終了。
  - 7月10日 - サンデパートビル地下1階にあったディノスカフェ札幌狸小路店の営業を終了[21]。
  - 8月10日 - ディノス札幌白石1階にディノスカフェ札幌白石店がオープン[22]。
  - 10月16日 - ディノス札幌白石1階にSDフィットネス+（プラス）札幌白石店がオープン[23]。
- 2018年（平成30年）
  - 10月18日 - 北海道外唯一のゲームセンターであったディノスパーク南福島が閉店。同時に北海道外からエンターテイメント事業撤退。
  - 12月19日 - ゲームセンター事業・ボウリング場事業・シネマ事業を、同日設立の株式会社スガイディノスへ会社分割で譲渡[6][7]。
  - 12月20日 - SDエンターテイメントが保有するスガイディノス全株式を、北海道SOキャピタル株式会社が出資したスガイディノスホールディングス株式会社へ譲渡。同時にSDエンターテイメントはゲームセンター事業並びにボウリング場事業とシネマ事業から撤退[8]。
  - 12月26日 - ディノス札幌中央ビルを株式会社タツミプランニングへ譲渡[10]。
- 2019年（平成31年/令和元年）
  - 3月31日 - ディノス札幌白石1階のディノスカフェ札幌白石の営業を終了。
  - 4月15日 - 少人数型保育園『ディノスキッズ』をディノス札幌白石内に開設。児童保育事業に進出[24]。
  - 6月27日 - 代表取締役社長が平川真淳に交代[1]。
  - 7月1日 - SDフィットネス+札幌白石店を『SDフィットネス24札幌白石店』に改称、リニューアルオープン[25]。
- 2022年（令和4年）
  - 2月 - 北24条ビル（旧：スガイ24ビル）を札幌市の企業へ譲渡[26]。
  - 3月30日 - ディノス札幌白石ビルを株式会社日本エスコンへ譲渡[27][28]。

## ディノス札幌中央
- 旧「札幌スガイビル」。 - 札幌市中央区南3条西1丁目

以前はSDエンターテイメントが所有していたが、築50年と老朽化していたこともあり、2018年12月26日にタツミプランニングへ建物が譲渡され、当初RIZAPグループは、ディノス札幌中央ビルを解体し、跡地の再開発を行うとしていた。その後、2019年3月に株式会社クラシックへ建物が再譲渡された。
2019年6月2日には中核テナントであったスガイディノス札幌中央（ディノスパーク札幌中央・ディノスボウル札幌中央・ディノスシネマズ札幌劇場）が閉鎖。残るテナントも相次いで立ち退き、最後まで入居していたカラオケまねきねこディノス札幌中央店も2020年1月13日に閉店したことから、52年の歴史に幕を下ろした。
ディノス札幌中央ビルの解体工事は2020年4月から開始され、当初クラシックは跡地にホテルや商業施設などの建設を想定していたが、新型コロナウイルス流行の影響で白紙となり、時間貸駐車場として活用されることになった。解体工事は2020年12月までに終了し、2021年1月1日から時間貸駐車場「タイムズ南3西1第2」として営業を開始した。
| 階      | 2017年12月現在                                              | 2014年5月時点                                               | 2010年4月時点                                                                          | 2000年4月時点                               | 1988年10月時点                                                                        |
| ------- | ----------------------------------------------------------- | ----------------------------------------------------------- | -------------------------------------------------------------------------------------- | ------------------------------------------- | ------------------------------------------------------------------------------------- |
| 8階     | ディノスシネマズ 札幌劇場4・5                               | ディノスシネマズ 札幌劇場4・5                               | ディノスシネマズ 札幌劇場5・6                                                          | 札幌劇場5・6                                | シネマエイト                                                                          |
| 7階     | ディノスシネマズ 札幌劇場1・2・3・6                         | ディノスシネマズ 札幌劇場1・2・3                            | ディノスシネマズ札幌劇場1・2・3・4                                                     | 札幌劇場1・2・3・4                          | 札幌劇場                                                                              |
| 6階     | トータルビューティー リット（Lit）                          | ディノスダーツ80's                                          | ディノスダーツ80's                                                                     | 札幌劇場7                                   | シネマリド                                                                            |
| 5階     | カラオケまねきねこ ディノス札幌中央店                       | カラオケ本舗まねきねこディノス札幌中央店                    | カラオケ本舗まねきねこディノス札幌中央店                                               | ディノスカラオケ札幌 マンガ喫茶「e-comics」 | シネマロキシ シネマ5                                                                  |
| 4階     | ディノスボウル札幌中央                                      | ディノスボウル札幌中央                                      | ディノスボウル札幌中央                                                                 | スガイボウル札幌                            | グランドシネマ                                                                        |
| 3階     | ディノスボウル札幌中央                                      | ディノスボウル札幌中央                                      | ディノスボウル札幌中央                                                                 | スガイボウル札幌                            | スガイボウル                                                                          |
| 2階     | ディノスパーク札幌中央（ゲームセンター）                    | ディノスパーク札幌中央                                      | ディノスパーク札幌中央                                                                 | パワープラントプルプル（ゲームセンター）    | ビリヤード場                                                                          |
| 1階     | ディノスパーク札幌中央                                      | ディノスパーク札幌中央                                      | ディノスパーク札幌中央                                                                 | パワープラントプルプル                      | ゲームセンター、駐車場                                                                |
| 地下1階 | ディノスパーク札幌中央 活菜旬魚 さんかい すすきのディノス店 | ディノスパーク札幌中央 活菜旬魚 さんかい すすきのディノス店 | つぼ八ディノス札幌中央店（2009年11月 - 2012年） ディノスパーク札幌中央（メダルゲーム） | パワープラントプルプル （メダルゲーム）     | シネマアポロン テアトロポニー シネマミレ テアトロピッコロ シネマ11 蕎麦屋、レストラン |
| 地下2階 | パーソナルトレーニングジム「RIZAP」                         | パーソナルトレーニングジム「RIZAP」                         | ディノスビリヤード札幌中央                                                             | ビリヤードプルプル                          | ビリヤード場                                                                          |

## ディノスカフェ
旧「ゲオカフェ」。2019年（令和元年）5月現在の運営店舗は以下の通り。
- 豊橋藤沢店（愛知県豊橋市）
- 大曽根駅前店（愛知県名古屋市東区・ゲオ名古屋大曽根店内） - 旧コンパラ大曽根駅前店
- 天六店（大阪府大阪市北区）

## ディノスキッズ
2019年に立ち上げた少人数型保育園事業。現在の運営店舗は以下の通り。
- 白石園（札幌市白石区、ディノス札幌白石1階）
- 麻生園（札幌市北区北40条西4丁目、ASABU LAND内）
- 月寒園（札幌市豊平区月寒）
- 東区役所前園（札幌市東区）